# Ivo Kopka
Ivo Kopka (* 19. dubna 1958, Třinec) je bývalý český fotbalista, brankář.

## Hráčská kariéra
Odchovanec TŽ Třinec byl dlouhá léta jedničkou mateřského klubu ve druhé lize, po jeho sestupu v sezoně 1986/87 přestoupil do Tatranu Prešov, za nějž v sezoně 1987/88 nastoupil v 10 prvoligových utkáních (dvakrát udržel čisté konto). Působil také v TJ Bystřice nad Olší.
Jedná se o všestranného sportovce, který získal průpravu ve sportovní třídě atletiky při 4. ZŠ v Třinci. V roce 1972 se stal hodem dlouhým 45.44 metrů moravským oštěpařským přeborníkem ve své věkové kategorii. Rekreačně se věnuje mj. tenisu.

## Trenérská kariéra
Vedl mj. slezský oddíl TJ Vendryně.

## Ligová bilance
| Ročník                                   | Zápasy | Góly | Klub          |
| ---------------------------------------- | ------ | ---- | ------------- |
| 1. československá fotbalová liga 1987/88 | 10     | 0    | Tatran Prešov |
| CELKEM                                   | 10     | 0    |               |